# 알포트 증후군
알포트 증후군(Alport syndrome)은 유전성 신염의 일종으로, 혈뇨 및 단백뇨가 나타나는 것이 특징이다. 불규칙하게 두꺼워진 사구체 기저막 소견이 보인다. 치료로는 혈압 조절 등의 대증요법을 사용한다.